# Guerras de Veyes
Las guerras de Veyes fueron varios conflictos que tuvieron lugar entre la República romana y la vecina ciudad etrusca de Veyes, durante los siglos V y IV a. C. Estas guerras entran en el capítulo de luchas entre ciudades, propias de la edad arcaica.
En principio, la causa fue la pugna por el dominio de las rutas comerciales, que tenían como eje el río Tíber, pero luego se fue complicando con nuevos elementos, como la presión sabina sobre Roma, las necesidades de expansión de esta ciudad o sus nuevas necesidades de abastecimiento.
Los enfrentamientos entre ambas ciudades se prolongaron durante más de trescientos años.

## Primera guerra de Veyes (483-474a.C.)
Comenzó con incidentes fronterizos provocados por Roma, que aspiraba acceder a los bosques de la desembocadura del Tíber y al control de la vía Salaria. El principal hecho es la batalla de Crémera, en el año 477 a. C., saldada con la victoria de Veyes contra un contingente de la gens Fabia, un clan patricio con intereses en la región. Los Fabii sucumbieron a la nueva táctica de guerra de la falange hoplítica, un avance táctico hasta ese momento desconocido en la península itálica en un tiempo donde, hasta ese momento, los combates se realizaban de forma singular. La batalla casi exterminó a todo el clan de los Fabios a excepción de uno de sus miembros, Quinto Fabio Vibulano el cual, según algunas fuentes, permaneció en Roma debido a su juventud.
Terminó con una tregua que otorgó ventaja a los veyentanos, pues dejó en su poder la ciudad de Fidenas, que impidió el comercio romano con Etruria.

## Segunda guerra de Veyes (438-425a.C.)
Surgió a consecuencia del asesinato de un legado romano por el tirano de Veyes, Lars Tolumnio. El resultado fue la reconquista de Fidenas por Roma, que constituía una avanzada etrusca en la margen romana del Tíber y una ciudad estratégica para el comercio.

## Tercera guerra de Veyes (406-396a.C.)
Se inició con el asedio romano de Veyes, que se prolongó durante diez años. Veyes solo obtuvo el apoyo de las ciudades etruscas de Capua, Falerii y Tarquinia, mientras que la también etrusca Caere, apoyó a los romanos. Finalmente, la ciudad cayó ante el dictador romano Marco Furio Camilo y pasó a formar parte de la República romana.
El momento fue importante para ambas ciudades, pues marcó el principio de la decadencia final de Etruria, amenazada por el norte por los celtas y al sur por Roma, así como el inicio de la expansión romana, que la llevará a la conquista de toda Italia.